# I Stand Alone
«I Stand Alone» es una canción de la banda estadounidense de heavy metal Godsmack. Sirvió como el sencillo principal de la banda sonora de El rey Escorpión lanzado el 5 de febrero de 2002. Además fue incluida en su tercer álbum de estudio, Faceless publicado en 2003,
Encabezó la lista Mainstream Rock Tracks y alcanzó el número 20 en la lista Modern Rock Tracks. El sencillo obtuvo la certificación de Oro por los más de medio millón de copias vendidas en los Estados Unidos, estimulando las ventas de más de 1,5 millones de copias de Faceless y acrecentar la popularidad de la banda a todo el mundo.
Tuvo dos nominaciones al Grammy por 'Mejor Canción de Rock' y 'Mejor Interpretación de Hard Rock' respectivamente. En una entrevista con el cantante de la banda Sully Erna dijo que las dos nominaciones al premio Grammy del grupo tomaron a la banda por sorpresa, porque no lanzaron un álbum en 2002.
La revista en línea estadounidense Loudwire publicó una lista de las diez mejores canciones de Godsmack en abril de 2015, la cual la nombró como la mejor de esta lista.

## Producción
“I Stand Alone” fue escrita por Sully Ema y producida por Mudrock para la película El rey Escorpión. La banda recibió un guion y un avance, y luego decidieron escribir sobre el personaje principal, Mathayus. El protagonista de la película, Dwayne Johnson, elogió el resultado y dijo: "Cuando escuchas eso en el tráiler, sientes que estas ante una grandiosa canción, muy candente, y a la vez muy indicativa de lo que se trata el personaje".
En cuanto a la producción, Robbie Merrill aclaró que Mudrock fue capaz de llevar a Sully a otro nivel en cuanto a su voz y su rango vocal probando diferentes ideas y técnicas que la banda nunca había probado en el pasado.

## Video musical
El video musical dirigido por los hermanos Greg y Colin Strause, está basado en el film “The Scorpion King” e incluso muestra escenas de la película.

## Apariciones
- La canción fue utilizada para la banda sonora del videojuego Prince of Persia: El alma del guerrero.[7] Aparecía en las escenas que consisten en una persecución por parte de una bestia malvada, llamada Dahaka al protagonista del juego. Estas persecuciones se caracterizaban por el agobio y el estrés que suponía superar esas pantallas.
- La canción apareció en el avance teatral de la película Alone in the Dark, pero no aparece en la película ni en la banda sonora.

## Lista de canciones
| CD Promo |                 |          |  |
| N.º      | Título          | Duración |  |
| 1.       | «I Stand Alone» | 3:52     |  |

| Sencillo en CD |                 |          |  |
| N.º            | Título          | Duración |  |
| 1.             | «I Stand Alone» | 4:05     |  |
| 2.             | «Bad Religion»  | 3:13     |  |
| 3.             | «Sick of Life»  | 3:52     |  |
| 4.             | «Vampires»      | 3:45     |  |

## Posicionamiento en listas y certificaciones
| Lista (2002)                            | Mejor posición |
| --------------------------------------- | -------------- |
| Alemania (Media Control AG)             | 96             |
| Australia (ARIA)                        | 90             |
| Estados Unidos (Bubbling Under Hot 100) | 2              |
| Estados Unidos (Mainstream Rock)        | 1              |
| EE. UU. (Modern Rock Tracks)            | 20             |
| Países Bajos (Mega Single Top 100)      | 70             |

| País           | Lista (2002)           | Posición |
| -------------- | ---------------------- | -------- |
| Estados Unidos | Mainstream Rock Tracks | 2        |
| Estados Unidos | Modern Rock Tracks     | 44       |

### Certificaciones
| País           | Organismo certificador | Certificación | Ventas  | Ref.   |
| -------------- | ---------------------- | ------------- | ------- | ------ |
| Estados Unidos | RIAA                   | Oro           | 500 000 | [ 18 ] |

### Sucesión en listas
| Anterior: «Too Bad» de Nickelback | Billboard Mainstream Rock Tracks — Sencillo Nro 1 18 de mayo de 2002 — 14 de junio de 2002 | Siguiente: «Hero» de Chad Kroeger con Josey Scott |